# Sagan om Lilla Sofie
Sagan om Lilla Sofie är en låt skriven av Lasse Berghagen och Benny Andersson och som spelades in av Hep Stars år 1968 med Svenne Hedlund på sång. Låten finns på albumet Hep Stars på svenska. Svenne Hedlund medverkade i Åsa-Nisse och den stora kalabaliken, där han också sjunger den. 
Sagan om Lilla Sofie handlar om en flicka, Sofie, som möter en soldat som ska ut i krig. Sofie vill följa med honom, men soldaten vill bespara henne krigets hemskheter och lovar henne att komma tillbaka då kriget är slut. Soldaten dör i kriget, vilket Sofie aldrig får reda på - så hon väntar på honom varje vår.